# Viktor Rydberg
Abraham Viktor Rydberg (Jönköping, 18 dicembre 1828 – Djursholm, 21 settembre 1895) è stato uno scrittore e filosofo svedese.

## Biografia
Di tendenze radicali, giornalista, dal 1884 docente di storia della cultura e dell'arte all'Università di Stoccolma, studioso delle antichità nordiche e del mondo classico (importante fu un suo viaggio in Italia), Rydberg è la personalità più rappresentativa dell'Ottocento svedese. Con la sua produzione, segna il punto di convergenza del Romanticismo e delle correnti postromantiche.
Tra i romanzi, sono da ricordare:
- Il corsaro del Baltico, del 1857.
- Singoalla, del 1858.
- L'ultimo ateniese, del 1859.
- L'armaiolo, del 1891.

Trattano di fantastiche avventure in un'ambientazione storica nella quale è spesso adombrata la realtà sociale a lui contemporanea.
I suoi versi, raccolti in Poesie del 1882 e del 1891, sono legati, nei temi e nella forma, alla lirica romantica e sovente ispirati a un alto idealismo e umanitarismo.
Da ricordare i discorsi di estetica, raccolti postumi nel volume: Il bello e le sue leggi del 1901.
Rydberg è inoltre autore di un saggio in due volumi sulla mitologia germanica e indoeuropea, Analisi della mitologia germanica, pubblicato tra il 1886 e il 1889.